# Fritz Rauh (Theologe)
Fritz Rauh (* 21. Februar 1927 in München; † 18. April 1998) war ein deutscher römisch-katholischer Theologe und Priester.

## Leben
Er studierte Philosophie und Theologie (Diplom) an der PTH Freising. Er wurde 1954 am Lehrstuhl von Karl von Frisch von der Fakultät für Naturwissenschaften der Ludwig-Maximilians-Universität München zum Dr. rer. nat. promoviert. Nach der Priesterweihe und der Habilitation 1968 in katholischer Theologie lehrte er von 1968 bis 1971 in München als Privatdozent mit dem Schwerpunkt Moraltheologie und Moralpsychologie.
Ab 1971 lehrte er auf dem Lehrstuhl für Grenzfragen der Theologie und der Naturwissenschaften an der Katholisch-Theologischen Fakultät der Universität Augsburg (1981/1982 Dekan). 1984 heiratete er Charlotte Hörgl († 1993). Wegen der Eheschließung wechselte er auf einen Lehrstuhl für Grenzfragen zwischen Naturwissenschaften und Ethik an die Mathematisch-Naturwissenschaftliche Fakultät der Universität Augsburg. 1995 wurde er emeritiert. Er wurde am 24. April 1998 auf dem Nymphenburger Friedhof bestattet.

## Schriften (Auswahl)
- Das sittliche Leben des Menschen im Licht der vergleichenden Verhaltensforschung. Kevelaer 1969, OCLC 3224334.
- als Herausgeber mit Charlotte Hörgl und Kurt Krenn: Wesen und Weisen der Religion. Ehrengabe für Wilhelm Keilbach zum 60. Geburtstag. München 1969, OCLC 902049195.
- Theologische Grenzfragen zur Biologie und Anthropologie. Information und Material für Religionsunterricht und Erwachsenenbildung. München 1973, ISBN 3-7698-0189-X.
- als Herausgeber mit Charlotte Hörgl: Die Grenzen des menschlichen Ethos. Düsseldorf 1975, ISBN 3-491-77569-8.